# Schiff der Zukunft (Schiffstyp)
Der als Schiff der Zukunft bezeichnete Schiffstyp der Kieler Howaldtswerke-Deutsche Werft umfasste eine Baureihe von zehn Containermotorschiffen der Reederei Norasia. Die in den Jahren 1985 bis 1989 abgelieferten Einheiten wurden nach dem gleichnamigen Forschungsvorhaben bezeichnet, da hier viele Ergebnisse des Programmes erstmals umgesetzt und in der Praxis getestet wurden.

## Einzelheiten
Die Schiffe  des Typs wurden in einer Basisversion, einer um eine 40-Fuß-Bay und einer um zwei 40-Fuß-Bays verlängerten Versionen gebaut. Sie hatten fünf (verlängert: sechs) Laderäume und waren mit drei 40-Tonnen-Schiffskränen ausgerüstet. Die Schiffe waren für den Transport gefährlicher Ladung eingerichtet und besaßen in der  Basisversion eine Containerstellplatzkapazität von maximal 1879 TEU, bei der verlängerten Version waren es 2097 TEU. Bei einer homogenen Beladung mit 14 Tonnen schweren Containern betrug die Kapazität 1504 (verlängert: 1671) TEU. Es standen 100 (andere Quelle: 200) Anschlüsse für Kühlcontainer zur Verfügung. 1985 lag der Baupreis für ein Schiff des Basistyps bei etwa 33 Millionen DM.
Angetrieben wurden die Schiffe von Zweitakt-Dieselmotoren der Baumuster MAN B&W 5L70MC sowie Sulzer 6RTA62.
Das letzte noch in Fahrt stehende Schiff der Serie, die ehemalige Norasia Pearl, wurde Ende 2024 als MSC Augusta zum Abbrechen nach Indien verkauft.

## Die Schiffe
| HDW-Bauserie Schiff der Zukunft | HDW-Bauserie Schiff der Zukunft | HDW-Bauserie Schiff der Zukunft | HDW-Bauserie Schiff der Zukunft | HDW-Bauserie Schiff der Zukunft | HDW-Bauserie Schiff der Zukunft | HDW-Bauserie Schiff der Zukunft                                                                        | HDW-Bauserie Schiff der Zukunft                     |
| Schiffsname                     | Bauvariante                     | Baunummer                       | IMO-Nummer                      | Ablieferung                     | Auftraggeber                    | Spätere Namen                                                                                          | Verbleib                                            |
| ------------------------------- | ------------------------------- | ------------------------------- | ------------------------------- | ------------------------------- | ------------------------------- | --- | --------------------------------------------------- |
| Norasia Susan                   | Basisversion                    | 207                             | 8413875                         | 26. Juli 1985                   | Norasia                         | CMBT Europe, Safmarine Europe, MSC Gabriella                                                           | 2024 zum Verschrotten nach Indien verkauft          |
| Norasia Samantha                | Basisversion                    | 208                             | 8413887                         | 26. Juli 1985                   | Norasia                         | CMBT Asia, Safmarine Asia, MSC Lucia                                                                   | 2023 Abbruch in Alang                               |
| Norasia Pearl                   | um 14,5 m verlängerte Version   | 216                             | 8512891                         | 30. Januar 1986                 | Norasia                         | MSC Augusta                                                                                            | Ende 2024 zum Verschrotten nach Indien verkauft     |
| Norasia Sharjah                 | um 14,5 m verlängerte Version   | 217                             | 8512906                         | 30. Mai 1986                    | Norasia                         | MSC Adele                                                                                              | 2024 zum Verschrotten nach Indien verkauft          |
| Norasia Princess                | um 14,5 m verlängerte Version   | 209                             | 8521397                         | 17. Oktober 1986                | Norasia                         | Princess, MSC Floriana                                                                                 | 2023 verschrottet                                   |
| Norasia Al-Mansoorah            | um 14,5 m verlängerte Version   | 210                             | 8521402                         | 17. Oktober 1986                | Norasia                         | MSC Annamaria                                                                                          | am 6. August 2024 zum Abbruch in Alang eingetroffen |
| Norasia Al-Muntazah             | um 28,5 m verlängerte Version   | 226                             | 8619053                         | 29. Mai 1987                    | Norasia                         | Cast Bear, Bear, Cielo di Livorno, P&O Nedlloyd Falcon, MSC Peru, Eurus Oregon, MSC Peru, Marina South | 2012 verschrottet                                   |
| Norasia Mubarak                 | um 28,5 m verlängerte Version   | 229                             | 8619065                         | 29. Mai 1987                    | Norasia                         | Cast Lynx (99), Lynx (00), Cielo di Valencia (02), MSC Parana, Eurus Ohio Marina Bay                   | 2012 verschrottet                                   |
| Norasia Singa                   | um 28,5 m verlängerte Version   | 233                             | 8716083                         | Juli 1988                       | Norasia                         | CAST Wolf, HSH Kusu, Thorstream, Eurus Oslo, Cast Wolf, Hong Tiger                                     | 2016 Abbruch in Alang                               |
| Norasia Sun                     | um 28,5 m verlängerte Version   | 234                             | 8716095                         | 4. März 1989                    | Norasia                         | Cast Elk, Kota Sahabat, HSH Ubin, Thorsriver, Eurus Ottawa, Hong Leopard                               | 2017 Abbruch in Alang                               |

## Galerie

Probefahrt 1985 der Norasia Samantha
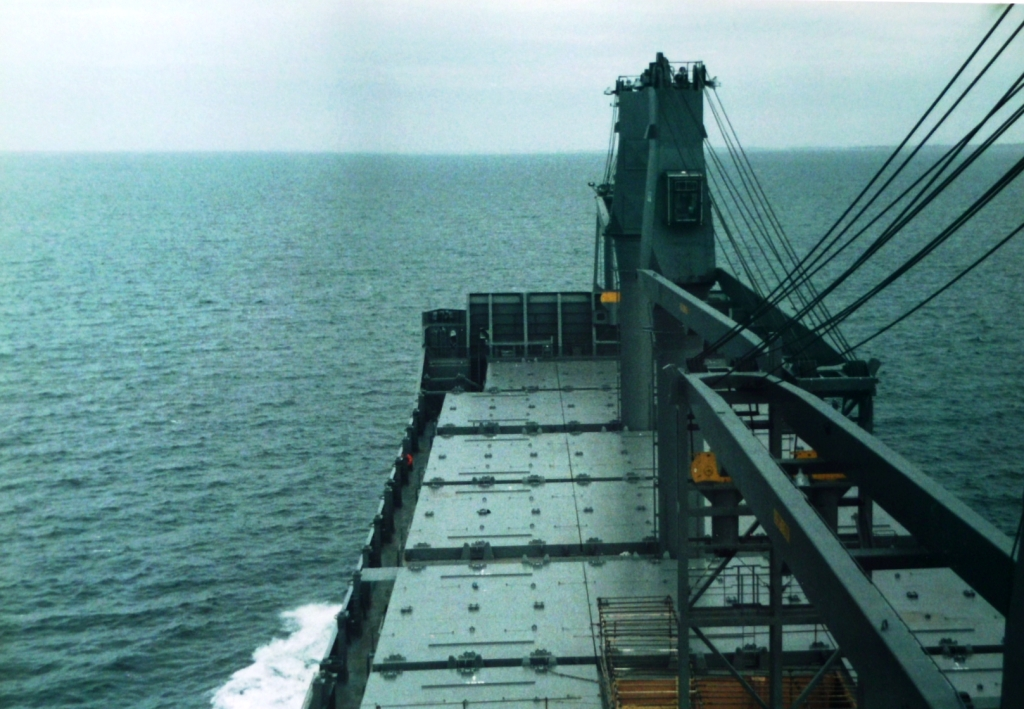
Peildeck, Blick nach vorn
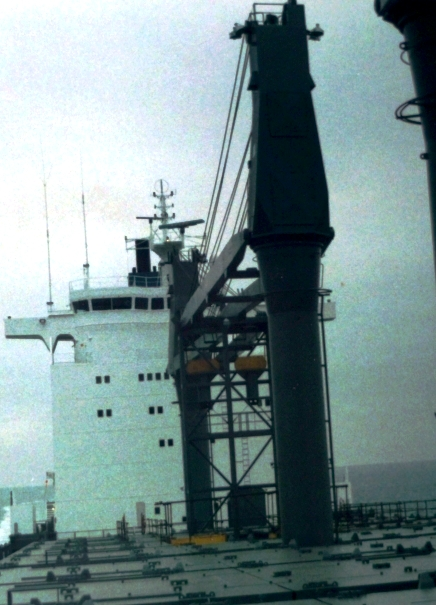
Peildeck, Blick zur Brücke
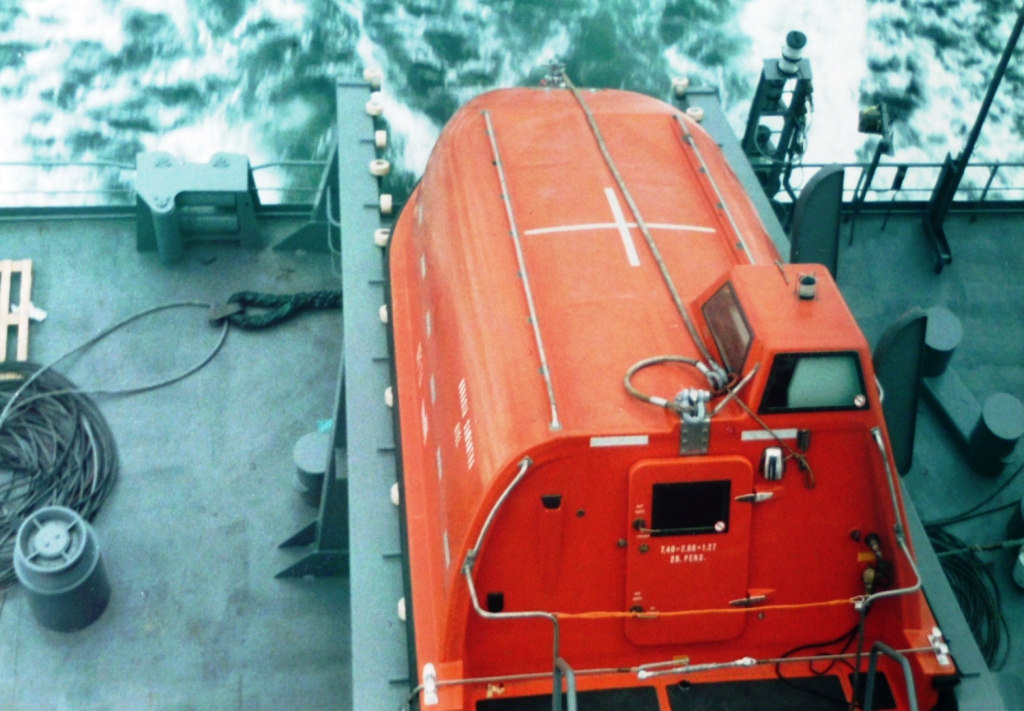
Freifallrettungsboot
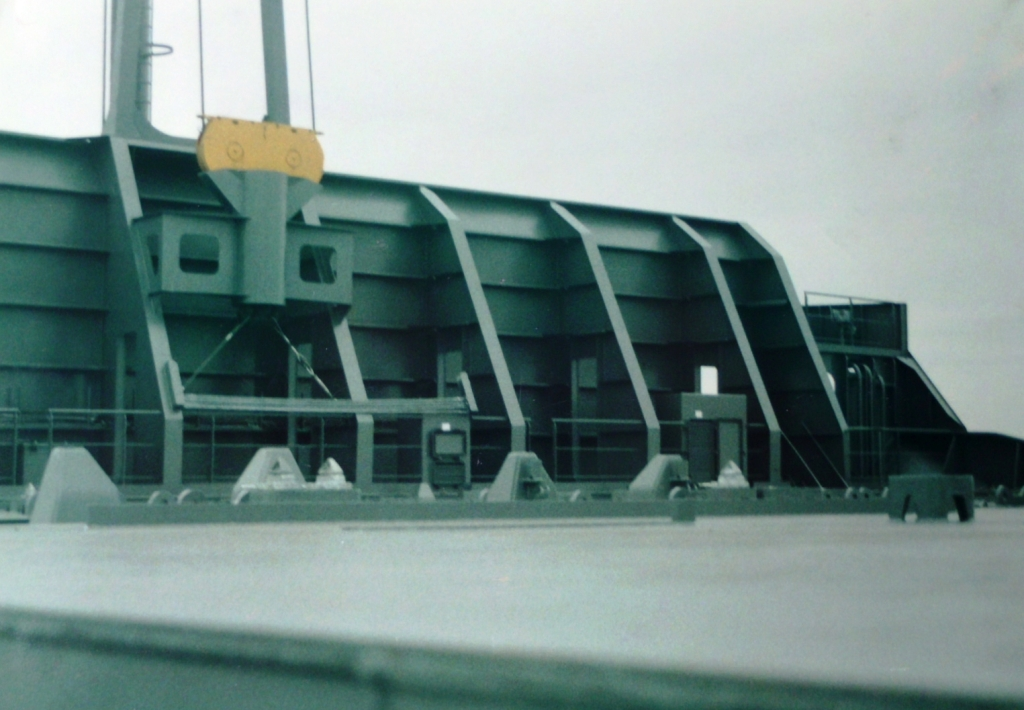
Wellenschutzwand